# Sílvio Brabo
Salvio Brabo (em latim: Salvius Brabo), mais conhecido por Brabo é uma figura mítica de Antuérpia, Bélgica.
Segunda reza a lenda, no rio Escalda havia um gigante, de nome Druon Antígono, que exigia pagamento a todos os que no rio navegavam, sendo que lhes cortava a mão, se se recusassem a fazê-lo.
Salvio Brabo, um soldado romano, recusou-se a pagar e envolveu-se numa luta com o gigante. Depois de matá-lo, cortou-lhe a enorme mão, que arremessou para o rio. A mão acabaria por dar à margem do rio, onde agora se encontra a cidade de Antuérpia. Esta é a explicação mítica do nome da cidade,  'ant werpen' -  'mão arremessada', em neerlandês.
Viria também do nome Brabo o nome da região de Brabante, actualmente dividida entre a Bélgica (Brabante Flamengo e Brabante Valão) e os Países Baixos.
A estátua de Brabo está localizada em frente à câmara de Antuérpia. Junto ao rio, encontra-se uma estátua do gigante Antígono.